# Carmelita Jeter
Carmelita Jeter (* 24. November 1979 in Los Angeles) ist eine ehemalige US-amerikanische Leichtathletin, die auf den Sprintdistanzen startete.
Den ersten großen Erfolg ihrer Karriere feierte sie mit dem Gewinn der Bronzemedaille im 100-Meter-Lauf bei den Weltmeisterschaften 2007 in Osaka. Sie erreichte das Ziel in neuer persönlicher Bestzeit von 11,02 s hinter der Jamaikanerin Veronica Campbell-Brown und ihrer Landsfrau Lauryn Williams. Beim Leichtathletik-Weltfinale 2007 in Stuttgart gewann sie über 100 Meter in 11,10 s. Im folgenden Jahr erreichte sie an gleicher Stelle über 100 Meter den vierten und über 200 Meter den fünften Platz.
Bei den US-amerikanischen Meisterschaften 2009 in Eugene gewann sie den Titel im 100-Meter-Lauf. Ihre Siegerzeit von 10,78 s und ihr Ergebnis von 10,72 s aus der Halbfinalrunde fanden allerdings wegen unzulässigen Rückenwindes keinen Eingang in die Bestenlisten. Bei den Weltmeisterschaften 2009 in Berlin gewann sie in 10,90 s wie schon zwei Jahre zuvor die Bronzemedaille über 100 Meter. Einen Monat später stellte sie beim Leichtathletik-Weltfinale in Thessaloniki eine neue persönliche Bestleistung auf. Mit ihrer Zeit von 10,67 s setzte sie sich an die dritte Stelle in der ewigen Weltbestenliste. Nur eine Woche danach verbesserte sie sich beim Shanghai Golden Grand Prix um weitere drei Hundertstelsekunden auf 10,64 s und Platz zwei der Bestenliste.
Die Saison 2010 eröffnete sie mit dem Gewinn der Bronzemedaille im 60-Meter-Lauf bei den Hallenweltmeisterschaften in Doha. 2011 siegte Jeter bei den Weltmeisterschaften im südkoreanischen Daegu über 100 Meter in 10,90 s. Über die gleiche Distanz holte sie bei den Olympischen Spielen 2012 in London die Silbermedaille. Außerdem errang sie über 200 Meter die Bronzemedaille. Ihre Medaillensammlung komplettierte sie mit dem Olympiaerfolg im 4-mal-100-Meter-Staffelbewerb. Dabei verbesserte sie mit ihren Landsfrauen den 27 Jahre alten Weltrekord.
Sie beendete 2017 ihre Karriere.
Carmelita Jeter hatte bei einer Körpergröße von 1,63 m ein Wettkampfgewicht von 53 kg.

## Bestleistungen
- Freiluft:
  - 100 m: 10,64 s, 20. September 2009, Shanghai
  - 200 m: 22,11 s, 30. Juni 2012, Eugene
- Halle:
  - 60 m: 7,02 s, 28. Februar 2010, Albuquerque